# Молдовани
Молдовци или молдовани (на румънски: moldoveni; на молдовска кирилица: молдовень) е определение за румъноезичното население на историческата област Молдова, която днес обхваща Румъния и Република Молдова.
Съществуват различни гледни точки относно това дали молдованите представляват отделен народ или регионална група на румънския народ. Те не се отличават по език, култура и традиции (до отделянето на Съветска Молдавия) от останалата част от румънците, а историята на областта Молдова е тясно свързана с останалите територии, населени с румънци.
През 30-те години на XX век намиращата се в Приднестровието Молдавска АССР е замисляна като съветска румънска държава, от която да започне и съветизацията на останалата част на страната. След установяването на съветска власт в Бесарабия през 1940 и 1944 г. съветските власти определят румъноезичното население на Република Молдова като молдовани с официален език молдавския (от 1989 г. – молдовски). След провъзгласяването на независимостта на Република Молдова от СССР започва процес на възстановяване на връзките с Румъния, който продължава. Една от причините за неуспеха на експеримента, е че поради факта, че след Втората световна война Румъния е Съветски сателит, в СССР не е водена пропаганда на противорумънски шовинизъм, подобна на противобългарската в създадената с подобни цели югославска република Македония.   
Молдовците в Румъния са интегрирани като част от румънския народ.
Определящите се като молдовани живеят главно в Република Молдова (включително в Приднестровието), където представляват 65% от населението, както и на територията на бившия СССР. Изповядват главно православието и говорят румънски (молдовски) език. В световен мащаб 3 696 000 души се определят като молдовци, от които 3 253 000 населяват Молдова.